# Alberto Ghidoni
Alberto Ghidoni (* 15. April 1962 in Collio) ist ein ehemaliger italienischer Skirennläufer und Trainer.

## Karriere
Ghidoni gewann seine ersten Weltcuppunkte am 18. Dezember 1983 bei der Abfahrt auf der Saslong mit Rang 11. Im darauffolgenden Jahr nahm Ghidoni zum ersten und einzigen Mal an Olympischen Winterspielen teil. Bei den Wettkämpfen in Sarajevo belegte er zeitgleich mit Wladimir Makejew den 16. Platz, im Riesenslalom schied er bereits im ersten Durchgang aus. Zu Saisonabschluss gewann er seine erste Medaille bei italienischen Meisterschaften, Silber in der Abfahrt. Diesen Erfolg konnte er mit dem Gewinn des italienischen Meistertitels ein Jahr später sogar noch übertreffen.
Im Weltcup konnte Ghidoni jedoch nicht an diese Leistungen anschließen. In den nächsten Jahren gelangen ihm nur vereinzelt Platzierungen in den Weltcuppunkten. Umso überraschender gelang ihm am 11. Januar 1987 beim Super-G in Garmisch-Partenkirchen sein erster und einziger Podestplatz im Weltcup. Hinter Markus Wasmeier und Pirmin Zurbriggen belegte er den dritten Platz.
1988 beendete Ghidoni schließlich mit dem Gewinn der Silbermedaille im Super-G bei den italienischen Meisterschaften seine Karriere als Skirennläufer und wurde Trainer. So trainierte er in den 1990er die italienische Nationalmannschaft sowie in der Saison 2022/23 Dominik Paris als persönlicher Trainer.

## Erfolge

### Olympische Winterspiele
- Sarajevo 1984: 16. Abfahrt, DNF Riesenslalom

### Weltmeisterschaften
- Crans-Montana 1987: DSQ Alpine Kombination[2]

### Weltcup
- 2 Platzierungen unter den besten 10, davon ein Podestplatz

### Weitere Erfolge
- Italienischer Meister in der Abfahrt (1985)
- Italienischer Vizemeister in der Abfahrt (1984)
- Italienischer Meister im Super-G (1988)